# Raúl Bolaños Cacho Guzmán
Raúl Bolaños-Cacho Guzmán (Oaxaca de Juárez, 13 de noviembre de 1948) es un político mexicano nacido del matrimonio compuesto por Raúl Bolaños-Cacho Güendulain  y Nila Guzmán de Bolaños-Cacho. Está casado y tiene 2 hijos.

## Formación
Cursó la Licenciatura en Derecho en la Universidad Autónoma Benito Juárez de Oaxaca (1966 – 1970), concluyó con sus estudios de la Maestría en Administración Pública en el Instituto Internacional de Administración Pública en París, Francia (1972 – 1973) y realizó un Doctorado en Derecho Constitucional en la Universidad Rey Juan Carlos en Madrid, España (2005).

## Trayectoria política
Su trayectoria política inicia desde 1977, año en el que fungió como diputado federal de la L Legislatura, más tarde en 1986 se desempeñó como secretario general del Gobierno de Oaxaca, en 1990 fue diputado federal por la LIV Legislatura, en 1995 fue Delegado regional del INFONAVIT Oaxaca y en 2010 llevó a su cargo la LXI Legislatura como diputado local. Actualmente es candidato por Movimiento Ciudadano al Alcaldía de Oaxaca de Juárez.